# Infektionssjukdom

Funktionsjusterade levnadsår för infektionssjukdomar och parasitsjukdomar per 100.000 invånare år 2004.
uppgift saknas
≤250
250-500
500-1000
1000-2000
2000-3000
3000-4000
4000-5000
5000-6250
6250-12500
12500-25000
25000-50000
≥50000

En infektionssjukdom eller smittsam sjukdom är en sjukdom orsakad av ett smittämne. Smittämnen kan bestå av mikroorganismer i form av bakterier, amöbor, mikroskopiska svampar eller maskar. Även virus och prioner, som är icke levande smittämnen, orsakar infektionssjukdomar.
Infektionssjukdomar var under början av 2000-talet orsak till en fjärdedel av alla dödsfall globalt enligt WHO, men orsakar en minimal mängd av dödsfallen i Sverige. Mikroorganismer har stor förmåga att anpassa och förändra sig, vilket kan leda till att de utvecklar resistens som gör dem svåra att bekämpa. Mellan 180 och 260 personer avlider varje år i Sverige på grund av antibiotikaresistens (uppgifter från 2011). Mikroorganismernas förändringsförmågan kan också leda till att en mikroorganism som tidigare endast kunde angripa ett visst organ eller en viss art utvecklar en förmåga att angripa andra organsystem eller värdarter.
Normalt harmlösa mikroorganismer som till exempel lever i munhålan eller tarmkanalen kan orsaka allvarliga infektioner, så kallade opportunistiska infektioner om bäraren utsätts för speciella förhållanden. Oftast sker detta då bärarens immunsystem är försvagat. Mikroorganismer som orsakar sådana infektioner kallas opportunister.

## Smitta
När smittämnena sprids mellan olika individer kallas det smitta. Spridningen kan ske på många olika sätt till exempel genom beröring, luft, vatten eller mat. Zoonoser kallas de infektioner som naturligt förs över mellan djur och människor. Infektionssjukdomen malaria sprids med myggor. Organismer som på detta sätt för över ett smittämne till en annan varelse kallas vektorer.
Individer som är smittbärare riskerar att föra över en infektionssjukdom till andra i sin omgivning. En smittbärare kan ha en symtomfri (asymtomatisk) infektion och ändå riskera att smitta andra. Infektionssjukdomen humant immunbristvirus (HIV) är ett exempel på en sjukdom som i början är symtomfri.
För att förhindra spridning av infektionssjukdomar används smittskydd. Att se till att vattensystem och avloppssystem fungerar på ett sätt som förhindrar spridning av smitta är viktigt. Hygien är också viktigt. Isolering av smittbärande individer är mer eller mindre effektiv beroende på hur smittan sprids. I Sverige har vi en myndighet kallad smittskyddsinstitutet som har till ansvar att se till att landets smittskydd fungerar effektivt i Sverige samt till att sprida information om smittsamma sjukdomar.

## Antimikrobiell behandling
Infektionssjukdomar kan behandlas med antimikrobiell behandling. De läkemedel man använder mot bakterier kallas antibiotika. Mot virus använder man så kallade antivirala medel. Antimykotika används mot svampar. Mot maskar och encelliga organismer används antiparasitära preparat.

### Antibiotika
Bakterier som orsakar infektioner kan behandlas med antibiotika. Verkan av antibiotika kan vara att den dödar bakterierna, vilket kallas bakteriecid. Om verkan av antibiotikan är att den hindrar bakteriers växt utan att döda kallas den bakteriostatisk. Antibiotika består av kemiska ämnen. Många av dessa ämnen härstammar från naturen, ett exempel på detta är penicillin som upptäcktes redan 1928. Pencillinerna är de vanligast använda antibiotiska läkemedlen än i dag. På grund av bakteriers förändringsförmåga behöver man vara försiktig med att använda antibiotika så att inte bakterierna utvecklar resistens mot läkemedlet. Till exempel försöker man ibland låta bli att behandla milda infektioner med antibiotika trots att patienten med en sådan behandling snabbare skulle tillfriskna. Vanligast är att man använder ordet antibiotika endast om läkemedel mot bakterier som orsakar infektionssjukdomar, men ibland används ordet även om läkemedel mot sjukdomsframkallande svampar, virus eller till och med cancerceller.

### Antivirala medel
Det är ofta svårare att behandla virus än bakterier. Detta har dels sin förklaring i att virus förökar sig inuti värdorganismens celler och använder sig av värdcellens komponenter (organeller) för att reproducera sig. Således är det svårare att utveckla läkemedel som påverkar virusets reproduktionsförmåga, utan att påverka värdcellen i någon högre grad.

### Antimykotika
Antimykotika används ofta vid ytliga infektioner som en lokalbehandling på det infekterade området. Infektioner förekommer ofta i hår, hud och naglar som behandlas med krämer, nagellack och schampon och liknande. Många sådana produkter är receptfria.
Hos personer med försvagat immunförsvar kan djupare svampinfektioner utvecklas. Exempel på orsaker till försvagat immunförsvar är cancer och cancerbehandling, obehandlad hivinfektion, och vid immunhämmande behandling efter organtransplantation. 

### Antiparasitära medel
Det finns många sorters antiparasitära medel. De som verkar mot just maskar kallas antihelmintika. Ett preparat kallat metronidazol motverkar infektioner orsakade av amöbor.

## Exempel på infektionssjukdomar
- Afrikansk sömnsjuka
- Badsårsfeber
- Borrelios
- Bältros
- Chagas sjukdom
- Covid-19
- Denguefeber
- Drifteri
- Dysenteri
- Ebola
- Femte sjukan
- Förkylning
- Gula febern
- Harpest
- Hepatit A-E
- HIV/AIDS
- Influensa
- Kala-azar
- Karies
- Kikhosta
- Kolera
- Körtelfeber
- Lunginflammation
- Malaria
- Mjältbrand
- Mul- och klövsjuka
- Mässling
- Pest
- Polio
- Påssjuka
- Rabies
- Rosfeber
- Röda hund
- Scharlakansfeber
- Schistosomiasis
- Skabb
- Spetälska
- Stelkramp
- Syfilis
- TBE
- Tuberkulos
- Tyfus
- Vattkoppor
- Vinterkräksjukan